# Agitprop

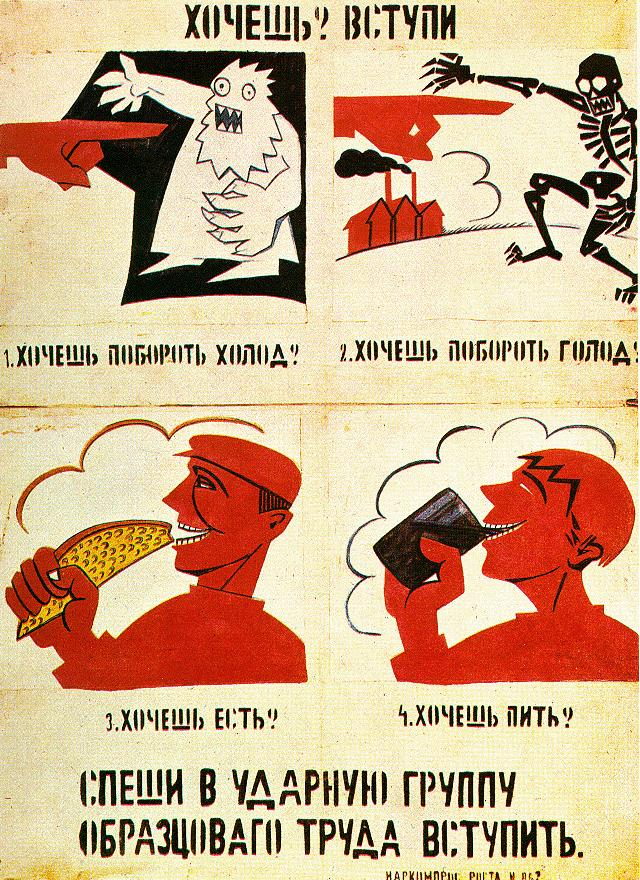
Plakat

Agitprop – skrót od słów: agitacja i propaganda, dotyczący Wydziału Agitacji i Propagandy (ros. отдел агитации и пропаганды, trb. otdjel agitatsii i propagandy), założonego w 1920 roku w ramach sekretariatu Komitetu Centralnego KPZR.
Agitprop jako instytucja stopniowo rozszerzyła swe wpływy na wszystkie dziedziny życia w ZSRR, jak również na wiele obszarów polityki międzynarodowej, gdzie prowadziła swoją działalność w ramach organizacji fasadowych.
Obecnie termin ten często stosuje się jako ogólną nazwę lewicowej agitacji i propagandy, jeżeli przyjmuje ona postać zorganizowaną, a także w odniesieniu do pewnych rodzajów działalności kulturalnej, której celem jest przekonanie możliwie najszerszych rzesz ludności do ideologii lewicowej.
Termin ten używany jest również na określenie artystycznych wystąpień jawnie manifestujących cele polityczne